# Stéphane Préfontaine
Stéphane Préfontaine (Canadà, 1961) és un advocat canadenc, conegut mundialment per ser l'encarregat d'encendre el peveter olímpic als Jocs Olímpics d'estiu de 1976.
Durant els preparatius dels Jocs Olímpics d'Estiu de 1976 realitzats a Mont-real (Canadà) fou escollit, juntament amb Sandra Henderson, com a models de joves esportistes per encendre el peveter olímpic durant la cerimònia d'obertura dels Jocs. Posteriorment Préfontaine intentà poder participar en els Jocs Olímpics d'estiu de 1980 realitzats a Moscou (Unió Soviètica), tot i que les lesions l'obligaren a abandonar l'esport.
Posteriorment estudià dret a la Universitat de Mont-real i a la Universitat de Colúmbia (Nova York, Estats Units), aconseguint el doctorat a l'Institut d'Estudis Polítics de París (França).